# Frankfurter Weg (Drogenpolitik)
Als Frankfurter Weg wird ein in Frankfurt am Main entwickelter, liberaler und pragmatischer Ansatz in der kommunalen Drogenpolitik bezeichnet, der statt allein auf repressive Maßnahmen darauf setzt, die Risiken des Drogenkonsums zu minimieren, dessen soziale Folgen wie etwa die Beschaffungskriminalität zu reduzieren und Abhängigen Überlebenshilfen zu bieten. Dies geschieht durch die Bereitstellung von Drogenkonsumräumen (sogenannte Fixer- oder Drückerstuben), die kontrollierte Abgabe von Ersatzdrogen wie Methadon sowie durch Suchtprävention und die Bereitstellung kostenloser medizinischer Hilfe und Beratung für Suchtkranke. Im Jahr 2025 wurde auch die Gründung eines Crack-Suchthilfezentrums beschlossen.

## Entstehung
Der Frankfurter Weg wurde seit Ende der 1980er Jahre als Reaktion auf das Versagen der bis dahin verfolgten, reinen Repressionspolitik entwickelt. In den Jahren zuvor war rund um den Frankfurter Hauptbahnhof eine Szene entstanden, in der Suchtstoffe wie Heroin offen gehandelt und konsumiert wurden. Im Bahnhofsviertel und in der angrenzenden Taunusanlage wurden zeitweilig mehr als 1000 Drogenkonsumenten gezählt. Etwa 10.000 Personen versorgten sich in der Stadt mit illegalen Substanzen. Eine hohe Zahl von Drogentoten, HIV-Infektionen und die durch die Szene verursachten sozialen Spannungen, vor allem infolge der Beschaffungskriminalität verschärften sich zunehmend. Ein Grund für diese kritische Situation war, dass Frankfurt als zentraler Verkehrsknotenpunkt und Standort des größten deutschen Flughafens für Drogenschmuggler und -dealer von zentraler Bedeutung ist.
Oberbürgermeister Andreas von Schoeler (SPD) hatte den Kampf gegen die Drogenkriminalität vor seiner Wahl zu einem seiner Hauptanliegen erklärt. Nach Vorbildern anderer Städte mit offener Drogenszene – wie etwa Zürich – setzte der Frankfurter Magistrat unter seiner Führung ab 1989 auf eine kommunale Drogenpolitik, die vier Elemente miteinander kombiniert:
- die Suchtprävention, um gefährdete Personen vom Drogenkonsum abzuhalten,
- das Angebot von Beratung und Therapie für Menschen, die bereits drogenabhängig geworden waren,
- weitere Überlebenshilfen für diese Personen,
- Repression gegenüber Drogenhändlern.

Insbesondere die Frankfurter Gesundheitsdezernentin Margarethe Nimsch (Bündnis 90/Die Grünen) setzte sich für das neue Modell ein. In der von ihr mitinitiierten Montagsrunde arbeiten seither Politik, Polizei, Justiz- und Gesundheitsbehörde sowie gemeinnützige Vereine wie die Frankfurter Drogenhilfe e.V. und andere Beteiligte zusammen. Als zentrales Instrument dieser Politik wurde am 2. Dezember 1994 im Bahnhofsviertel der erste von heute vier Frankfurter Drogenkonsumräumen eröffnet. Entscheidend für den langfristigen Erfolg des neuen Modells war, dass es ab 1995 auch unter von Schoelers Nachfolgerin Petra Roth (CDU) gegen Widerstände aus der eigenen Partei beibehalten wurde.

## Ergebnisse
Nach der Einführung von Konsumräumen und Substitutionsprogrammen ging die Zahl der Drogentoten in Frankfurt drastisch zurück – von 147 im Jahr 1991 auf derzeit etwa 25 im Jahresdurchschnitt.
Das Frankfurter Polizeipräsidium meldete in den Folgejahren einen spürbaren Rückgang an Beschaffungskriminalität, insbesondere von Eigentumsdelikten wie Diebstahl, Einbruch und Raub, da viele Süchtige, etwa durch die Behandlungen mit Methadon, nicht mehr darauf angewiesen waren, sich das Geld für den Kauf von Drogen illegal zu beschaffen. In einzelnen sozialen Brennpunkten Frankfurts sank die Drogenkriminalität um bis zu 40 Prozent im Vergleich zu den 1980er Jahren.
Für Drogenkonsumenten, die sich ihre Suchtstoffe intravenös verabreichen, verbesserte sich auch die gesundheitliche Situation. Da sie in den Drogenkonsumräumen saubere Spritzen und Beratung in Anspruch nehmen konnten, sank die Zahl neuer Infektionen mit HIV- und Hepatitis. Zudem gelang es vielen Abhängigen, ihre Lebenssituation zu stabilisieren, etwa eine Wohnung zu finden oder einer geregelten Arbeit nachzugehen.
Heute gilt der Frankfurter Weg international als Vorzeigemodell einer akzeptierenden Drogenpolitik.

## Kritik und Weiterentwicklung
Der Frankfurter Weg war von Anfang an stark umstritten. Kritiker, insbesondere von Seiten der bürgerlichen Parteien, bemängeln an dem Modell, dass es nicht auf eine dauerhafte Drogenabstinenz abzielt, sondern den Drogenkonsum hinnimmt und die Entstehung neuer Abhängigkeiten nicht verhindert. Sie sehen in ihm eine bloße „Verwaltung des Elends“ statt eine effektive Suchtbekämpfung. Die Drogenszene werde verdrängt aber nicht bekämpft.
Der Umstieg vieler Suchtkranker von Heroin und Kokain auf Crack und die Folgen der Covid-19-Pandemie haben die Situation im Frankfurter Bahnhofsviertel seit 2020 erneut verschärft. Die Befürworter des Frankfurter Wegs treten daher dafür ein, diesen weiterzuentwickeln und Crack-Nutzern ähnlichen Angebote zum kontrollierten Konsum zu machen wie bereits den Heroin-Abhängigen. Dies stößt auf Widerstände, und im Juli 2025 scheiterte die sogenannte Römerkoalition im Frankfurter Stadtrat an der Abstimmung über ein geplantes Crack-Suchthilfezentrum im Gallus-Viertel. Dessen Gründung wurde von Grünen, SPD und Volt mithilfe linker Oppositionsparteien aber gegen den Willen ihres Koalitionspartners FDP beschlossen. Ein Argument der Gegner eines liberalen Ansatzes war und ist, dass er auswärtige Drogenkonsumenten überhaupt erst nach Frankfurt locke. Der Vorschlag von Oberbürgermeister Mike Josef (SPD), das Zentrum nur für einheimische  Crack-Konsumenten zugänglich zu machen, wurde jedoch abgelehnt.
Gleichwohl sterben in Frankfurt weiterhin deutlich weniger Menschen aufgrund von Drogenkonsum als in Städten, die weitaus kleinere Drogenszenen aber keine mit dem Frankfurter Weg vergleichbaren Hilfsangebote für Suchtkranke haben.